# Hammam Chott (délégation)
Hammam Chott est une délégation tunisienne dépendant du gouvernorat de Ben Arous.
En 2004, elle compte 24 847 habitants dont 12 594 hommes et 12 253 femmes répartis dans 5 808 ménages et 7 168 logements.